# Demetri (somatofílac)
Demetri (en llatí Demetrius, en grec antic Δηµητριος), va ser un militar macedoni. Era un dels set somatofílacs, la guàrdia personal d'Alexandre el Gran.
Es va fer sospitós de participar en la conspiració de Filotes i fou destituït, segons Flavi Arrià, que afegeix que Alexandre el va fer matar.